# 野瀬翔平
野瀬 翔平（のせ しょうへい、1997年10月19日 - ）は、日本の男性総合格闘家。MASTER JAPAN FUKUOKA所属。

## 来歴
高校まで柔道を習っていたが、その柔道の試合で首を骨折する大怪我をして危険な状態となるも奇跡的に回復。その経験がきっかけとなり、「拾った命だから、子供の頃から好きだった総合格闘技をやりたい」と決意し、総合格闘技の道へと進んだ。
2017年、アマチュア修斗全日本大会で優勝。アマチュア戦績は8戦8勝。
2018年7月15日に、プロデビュー戦となったProfessional Shooto 7/15で國頭武と対戦し、引き分け。そこから修斗やHEATに出場し、8勝2敗2引き分けの戦績を上げた。
2022年6月10日、Road to UFC 1回戦で元UFCファイターのウリジ・ブレンと対戦し、1Rにカーフキックとタックルでブレンにダメージを与え、崩れたブレンにパウンドを打ち込みレフェリーストップで負傷TKO勝ちを収めた。
2022年10月23日、Road to UFC 準決勝で中村倫也と対戦し、1RKO負け。
2023年5月28日、Road to UFC 1回戦でコンテンダーシリーズ出場経験者のシャオ・ロンと対戦し、野瀬の勝ちではないかという声の多い試合となるも1-2の判定負けとなった。

### RIZIN
2024年2月24日、RIZIN初出場となったRIZIN LANDMARK 8で瀧澤謙太と対戦し、2Rにグラウンドでの肘打ちでTKO勝ち。

## 人物
- 高校時代、柔道の試合で首を骨折。呼吸が出来なくなるほどの状態だったが、運良く、この症状に対応出来る日本に2つしか無い病院の1つが、ドクターヘリで移動出来る距離に在り、6時間の手術を受けて助かった。一生車椅子生活と宣告されたが、リハビリ生活を経て奇蹟的に回復した[7]。

## 戦績

### プロ総合格闘技
| 総合格闘技 戦績 | 総合格闘技 戦績 | 総合格闘技 戦績 | 総合格闘技 戦績 | 総合格闘技 戦績 | 総合格闘技 戦績 | 総合格闘技 戦績 |
| --------------- | --------------- | --------------- | --------------- | --------------- | --------------- | --------------- |
| 21 試合         | (T)KO           | 一本            | 判定            | その他          | 引き分け        | 無効試合        |
| 13 勝           | 2               | 9               | 2               | 0               | 2               | 0               |
| 6 敗            | 2               | 0               | 4               | 0               | 2               | 0               |

| 勝敗 | 対戦相手             | 試合結果                               | 大会名                                                                            | 開催年月日     |
| ×    | ダイキ・ライトイヤー | 5分3R終了 判定1-2                      | SHOOTO 2024 Final in Osaka 【環太平洋バンタム級チャンピオン決定トーナメント決勝】 | 2024年12月29日 |
| ○    | 人見礼王             | 2R 2:06 アームロック                   | PROFESSIONAL SHOOTO 2024 【環太平洋バンタム級チャンピオン決定トーナメント準決勝】 | 2024年9月22日  |
| ×    | ユ・スヨン           | 5分3R終了 判定0-3                      | Road to UFC Season 3: Shanghai                                                    | 2024年5月19日  |
| ○    | 瀧澤謙太             | 2R 2:48 TKO（グラウンドでの肘打ち）    | RIZIN LANDMARK 8                                                                  | 2024年2月24日  |
| ○    | 神田T800周一         | 1R 3:10 チキンウイング・アームロック   | SHOOTO TORAO 31                                                                   | 2023年12月3日  |
| ×    | シャオ・ロン         | 5分3R終了 判定1-2                      | Road to UFC                                                                       | 2023年5月28日  |
| ○    | 新井拓巳             | 1R 2:53 チキンウイング・アームロック   | Shooto 2023 Vol.2                                                                 | 2023年3月19日  |
| ×    | 中村倫也             | 1R 2:21 KO（左フック→パウンド）        | Road to UFC: Abudabi 【トーナメント 準決勝】                                      | 2022年10月23日 |
| ○    | ウリジ・ブレン       | 1R 1:13 TKO（膝の負傷）                | Road to UFC                                                                       | 2022年6月10日  |
| ○    | 藤川智史             | 1R 1:15 フロント・スリーパー・ホールド | SHOOTO TORAO 27                                                                   | 2022年5月15日  |
| ○    | 奇天烈               | 1R 4:36 ネックシザース                 | SHOOTO TORAO 26                                                                   | 2021年12月5日  |
| ○    | 土肥潤               | 1R 1:09 後三角絞                       | HEAT 49                                                                           | 2021年10月17日 |
| ○    | 齋藤翼               | 5分2R終了 判定3-0                      | Shooto 2021 Vol.5                                                                 | 2021年7月25日  |
| ×    | 吉野光               | 5分3R終了 判定1-2                      | Shooto Road to ONE                                                                | 2021年2月22日  |
| ×    | 工藤諒司             | 1R 2:13 KO（右ストレート）             | Shooto 2020 Vol. 6                                                                | 2020年9月19日  |
| ○    | 岡田剛史             | 1R 4:06 アームロック                   | SHOOTO TORAO 25                                                                   | 2019年11月10日 |
| ○    | 高城光弘             | 5分3R終了 判定2-1                      | ONE JS01                                                                          | 2019年9月1日   |
| ○    | 一水浩二             | 1R 2:02 スリーパーホールド             | SHOOTO TORAO 24                                                                   | 2019年6月16日  |
| ○    | 田原樹也             | 1R 2:01 スリーパーホールド             | Shooto Force 10                                                                   | 2018年10月21日 |
| △    | 久保村ヨシTERU       | 5分2R終了 判定0-1                      | SHOOTO TORAO 23                                                                   | 2018年9月9日   |
| △    | 國頭武               | 5分2R終了 判定0-0                      | Professional Shooto 7/15                                                          | 2018年7月15日  |

### 試合映像
1. ↑  『【試合映像】瀧澤謙太 vs 野瀬翔平 / Kenta Takizawa vs. Shohei Nose - RIZIN LANDMARK 8 in SAGA』2024年。

### 補足映像
1. ↑  『【番組】RIZIN CONFESSIONS #144（※番組内で試合映像。野瀬翔平と瀧澤謙太による試合振り返りドキュメンタリー番組）』RIZIN公式YouTubeチャンネル、2024年。